# VBulletin
vBulletin (сокращенно vB) — коммерческий форумный движок, а также (с 2009 года) WCMS, разрабатываемый компанией Internet Brands Inc. Данное программное обеспечение написано на языке PHP и использует для ведения своей базы данных сервер MySQL.

## История развития
В 1999 году Джеймс Лимм и Джон Персиваль открыли сайт «VB Forums» о языке программирования Visual Basic, используя в качестве веб-форума UBB.classic, который разрабатывают Groupee, Inc. Со временем их сайт вырос, и они заметили, что установленный форум, написанный на языке Perl и использующий файл-серверную базу данных, не всегда справлялся с наплывом посетителей. В феврале 2000 года они решили, что было бы неплохо написать свой веб-форум, ибо они были незнакомы с программным кодом данного программного обеспечения и не могли оптимизировать его. Первоначально было задумано всего лишь переписывание UBB на PHP с использованием MySQL, и предназначалось только для их форума. Однако, через несколько месяцев, другие обладатели UBB захотели получить себе нечто подобное. Обдумав это, Джеймс и Джон решили продать свои наработки Groupee, Inc., но их предложение было отклонено. В связи с тем, что запросы на данное решение всё ещё были, разработчики основали компанию Jelsoft и стали распространять свои наработки в виде коммерческого программного обеспечения. Так появился vBulletin 1.
Выпустив несколько версий, незначительно отличающихся от оригинала, компаньоны решили начать работу над новой версией, которая будет больше чем просто переписывание кода UBB: они хотели превратить свой веб-форум в конкурентоспособное решение. Полностью переписав продукт, они дали начало vBulletin 2. Вскоре после этого, Лимм стал финансовым директором, а Персиваль — ведущим разработчиком. В связи с масштабностью проекта были наняты ещё два разработчика — Фредди Бингхем (Freddie Bingham) и Майк Салливан (Mike Sullivan). Кир Дарби (Kier Darby) был нанят во время бета-тестирования vBulletin 2.0 в целях дальнейшего развития проекта. Окончательная версия vBulletin 2 была очень удачной, и это сделало vBulletin очень популярным продуктом.
В декабре 2002 года была начата разработка vBulletin 3. Персиваль оставил пост ведущего разработчика и бренд-менеджера, передав свои полномочия Киру Дарби. vBulletin 3 разрабатывался довольно долго — примерно 2 года занял процесс, начавшийся как улучшение vBulletin 2 и завершившийся полным переписыванием кода. Окончательная версия vBulletin 3 была выпущена в марте 2004 года. В 2005 году, был выпущен vBulletin 3.5, который улучшил версию 3.0. Наконец, 3 августа 2006 года была выпущена окончательная версия vBulletin 3.6, а 29 апреля 2008 года — vBulletin 3.7.
В июле 2007 года компания Jelsoft была куплена компанией Internet Brands Inc.

## Версии
С момента выхода первой версии vBulletin в 2000 году, было выпущено множество версий данного веб-форума. vBulletin 3.6, 3.5, 3.0, 2.х и 1.0 более не разрабатываются. К vBulletin 3.6 выпускаются лишь версии для обеспечения безопасности форума. Ниже представлен список основных версий vBulletin, а также их отличия по сравнению с предыдущими версиями.

### v5.0 Connect
Новая концепция на основе динамических шаблонов.

### v4.1
В новой версии vBulletin стоит отметить замену визуального редактора на CKEditor, а также установщик в один клик.

### v4.0
Актуальная версия vBulletin.

### v3.8
Основные изменения в vBulletin 3.8 направлены на улучшение социальной части:
- Темы для обсуждений внутри социальных групп;
- Дополнительные настройки для ограничения доступа в профиль;
- Изменения в личных сообщениях, социальных группах, альбомах и прочем;

### v3.7
Некоторые новые возможности в vBulletin 3.7:
- Быстрое удаление спама и блокировки авторов тем;
- Теги и префиксы тем;
- Взаимная дружба между пользователями;
- Галереи фотографий пользователей;
- Создание пользователями социальных групп и клубов по интересам;
- Обновлено отображение профилей пользователей;
- История редактирования сообщений;
- Система уведомлений пользователей;
- Социальные закладки;

### v3.6
vBulletin 3.6 ввёл множество крупных изменений по сравнению с 3.5:
- Мульти-цитирование;
- Система нарушений;
- Автоматическое размещение элементов RSS лент;
- Поддержка подкастинга.

### v3.5
vBulletin 3.5 существенно расширил возможности 3.0. Вот список основных нововведений:
- Система модулей (плагинов), позволяющая изменять код программного обеспечения без изменения файлов, хранящих данный код. Это позволяет администратору форума быстро оперировать с модификациями (или «хаками» (hacks), как их называют на официальном сайте по vBulletin), а также не требует повторного редактирования файлов веб-форума при обновлении как самого «хака», так и форума в целом;
- Редактирование названий тем и содержимого сообщений с помощью AJAX (Асинхронный JavaScript и XML);
- Встроенная модерация, позволяющая руководству форума легко и быстро управлять темами и сообщениями;
- Встроенный интерфейс программирования приложений для упрощения реализации интеграции с форумом сторонними производителями;
- История изменения шаблонов и сравнение разных версий позволяет администраторам не задумываясь изменять и легко обновлять шаблоны;
- Поддержка MySQLi для MySQL 4.1;
- Хранение пометок о прочтении тем в базе данных. В предыдущих версиях vBulletin условие прочтения темы было реализовано с помощью cookie. Но основным недостатком было то, что через некоторое время неактивности на форуме (по умолчанию 15 минут) данная информация терялась, и все темы становились якобы прочитанными.

### v3.0
Изначально, версия 3.0 планировалась как дополнение версии 2.x в целях увеличения производительности и возможностей пользователей. Однако, во время разработки было принято решение полностью переписать исходный код. Вот некоторые ключевые преимущества линейки 3.0 над 2.х:
- Шаблоны и стили теперь используют XHTML и CSS;
- Отсутствие изначально английского текста; полная поддержка множества языков с помощью фраз;
- Визуальный редактор для отправки сообщений;
- Коммерческие подписки позволяют администраторам зарабатывать на некоторых особенностях их сайтов;
- Множество вариантов отображения тем: линейный (обычный список сообщений), древовидный (отображает содержимое дерева темы) и комбинированный (комбинация из первых двух).

### v2.x
vBulletin 2 дополнила первую версию следующим:
- Личные сообщения позволяют людям передавать сообщения напрямую друг другу, не выставляя их на общее обозрение;
- К темам могут быть прикреплены опросы;
- Неограниченная глубина вложенных форумов;
- Аватары пользователей;
- Личная панель управления пользователя, предоставляющая возможность управлять некоторыми настройками форума.

### v1.x и vBulletin Lite
vBulletin 1 была самой первой версией vBulletin, которая имела ту же функциональность, что и UBB.classic. Данная версия была очень популярной, так как это был один из первых веб-форумов, написанный с помощью PHP и MySQL, при этом имевший всю функциональность UBB.
vBulletin Lite был урезанной версией 1.x, позволявший потенциальным клиентам оценить их сервер на совместимость с vBulletin. Данный продукт перестали поддерживать после выхода vBulletin 2, так как было обнаружено множество брешей безопасности, а также банальная отсталость продукта. Ещё одной причиной стало то, что Jelsoft не хотел тратить деньги и время на поддержку бесплатного продукта.

## CMS
С 2009 года компания Internet Brands Inc. разрабатывает Систему управления сайтом.
Стоимость CMS чуть выше, чем у форума, и составляет 250 долл.

### vBulletin Blog (Дневники)
vBulletin Blog даёт возможность пользователям размещать в пределах vBulletin свои дневники. На данный момент самой новой стабильной версией является — 2.0.1, выпущенная 28 января 2009 года. Стоимость данного продукта — 60 долларов.

### vBulletin Project Tools (Поддержка проектов)
vBulletin Project Tools помогут в разработке продуктов и их развитии, предоставляя удобную систему для сообщении об ошибках в продукте и предложений по улучшению. Первая публичная версия (v1.0.0) появилась 2 июля 2007 года. Стоимость данного продукта — $60. На данный момент самой новой версией продукта является v2.0.0, выпущенная 30 сентября 2008 года.